# خداحافظ (فیلم ۲۰۲۲)
خداحافظ (به انگلیسی: Goodbye) فیلمی هندی محصول سال ۲۰۲۲ و به کارگردانی ویکاس باهل است. در این فیلم بازیگرانی همچون آمیتاب باچان، راشمیکا ماندانا، نینا گوپتا، سونیل گروور، اشیش ویدیارتی و الی آورام ایفای نقش کرده‌اند.